# Due lacrime
Due lacrime è un film italiano del 1954 diretto da Giuseppe Vari.

## Produzione
Il film, a carattere musicale, è ascrivibile al filone dei melodrammi sentimentali, comunemente detto strappalacrime, allora molto in voga tra il pubblico italiano, in seguito ribattezzato dalla critica con il termine neorealismo d'appendice.
Wanda De Marchis scrisse il soggetto e lavorò anche in qualità di aiuto regista.
La cantante Carla Boni presta la voce sia ad Irene Galter che a Marisa Merlini nelle scene di canto (nei dialoghi le due sono invece rispettivamente doppiate da Rosetta Calavetta e Dhia Cristiani.) Il protagonista maschile Alberto Farnese è invece doppiato da Gualtiero De Angelis nei dialoghi e da Gino Latilla nelle parti cantate.

## Colonna sonora
- Addio, sogni di gloria, testo di Marcella Rivi, musica di Carlo Innocenzi
- Stornello trasteverino, testo di Marcella Rivi, musica di Carlo Innocenzi
- Dolce Maria, testo di Marcella Rivi, musica di Carlo Innocenzi
- Ultima carezza, testo di Marcella Rivi, musica di Carlo Innocenzi
- Allegri vagabondi, testo di Marcella Rivi, musica di Carlo Innocenzi
- 'Na lacrema che luce, testo di Michele Galdieri, musica di Carlo Innocenzi
- Bocca che sai baciare, testo di Michele Galdieri, musica di Carlo Innocenzi
- Organetto che passi, testo di Astro Mari, musica di Carlo Innocenzi
- Torna a Surriento, testo di Ernesto De Curtis e Giambattista De Curtis
- Simmo 'e Napule paisà, testo di Giuseppe Fiorelli, musica di Nicola Valente

Le canzoni sono state eseguite da Carla Boni e Gino Latilla.

## Distribuzione
Fu distribuito nel circuito cinematografico italiano nel corso del 1954 con date diverse da città a città, in quanto la distribuzione fu affidata a diverse compagnie indipendenti di distributori regionali, prassi in voga nel cinema italiano fino agli anni ottanta.

## Accoglienza

### Incassi
Al botteghino il film guadagnò 269.000.000 di lire dell'epoca.

### Critica
(Segnalazioni cinematografiche, vol. XXXVI, 1954)